# Izoninskaja
Izoninskaja (ros. Изонинская) – wieś w Rosji, w rejonie wielikoustidzkim obwodu wołogodzkiego. W 2010 r. liczyła 7 mieszkańców.